# Joseph Gallieni

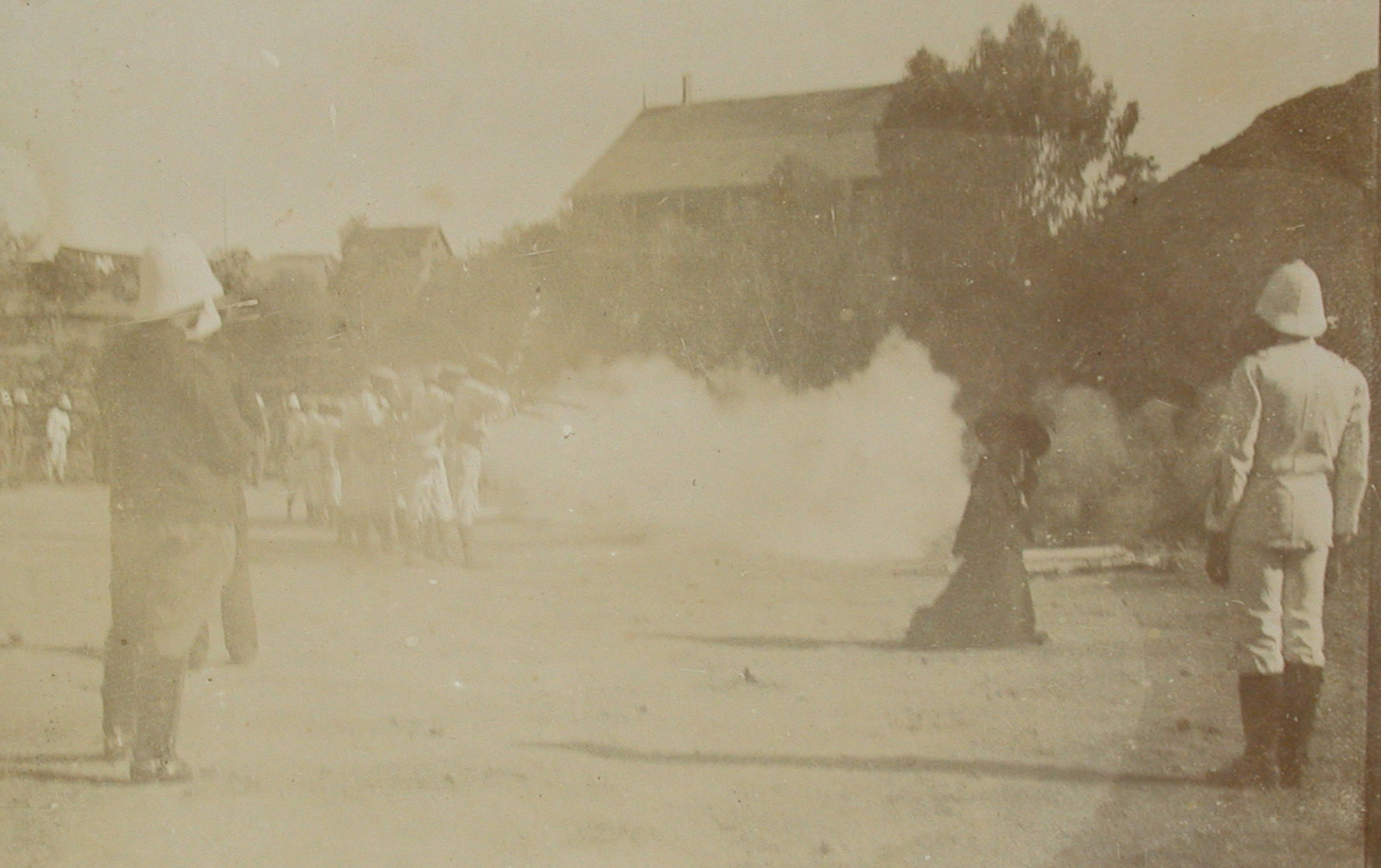
De Malagassische prins Ratsimamanga en de minister van Binnenlandse Zaken worden in 1896 op last van Gallieni gearresteerd en na een showproces terechtgesteld omdat zij zich zouden hebben verzet tegen de Franse overname van Madagaskar.

Joseph Simon Gallieni (Saint-Béat, departement Haute-Garonne, 24 april 1849 - Versailles, 27 mei 1916) was een Frans militair en koloniaal bestuurder. Hij was zoon van een beroepsmilitair van Italiaanse afkomst. Joseph Gallieni studeerde aan de academie van Saint-Cyr. Hij diende bij de mariniers, op Réunion en vervolgens in Senegal en op Martinique.
In de Soedan en Indochina was hij belast met de 'pacificatie' van opstandige gebieden. Hij ontwikkelde hier zijn 'olievlek'-theorie ("tâche d'huile"): in plaats van de gewelddadige onderdrukking die tot dan toe gebruikelijk waren, zou het onder Frans gezag brengen van een gebied een vorm van beschaving, orde en stabiliteit moeten brengen die ook voor de lokale bevolking voordelen zou hebben. Die beschaving zou zich dan als een olievlek over het gebied moeten uitbreiden, en werken als 'olie op de golven'. Bestaande sociale en politieke structuren zouden zoveel mogelijk intact moeten worden gelaten. Georganiseerd verzet werd daarbij door hem wel met harde hand neergeslagen.
Daarna maakte hij zich voor het Franse bewind verdienstelijk op Madagaskar, door in 1896 de menalamba-opstand neer te slaan, en Madagaskar onder Frans koloniaal gezag te brengen. Daarbij werden onder anderen prins Ratsimamanga en de minister van Binnenlandse Zaken geëxecuteerd en werd de koningin van Madagaskar, Ranavalona III, verbannen. Van 1896 tot 1905 was Gallieni gouverneur-generaal van het eiland. In Madagaskar zag Gallieni zich meer dan in Afrika en Indochina genoodzaakt tot gewelddadig optreden en direct bestuurlijk ingrijpen. Ook in Indochina was de olievlekmethode uiteindelijk niet geheel succesvol geweest: het waren vooral de Fransen en een klein deel van de lokale bevolking die ervan profiteerden, wat uiteindelijk weer tot gewapend verzet leidde.
In 1911 sloeg hij een aanbod af om opperbevelhebber van het Franse leger te worden.
Tijdens de Eerste Wereldoorlog was hij enige tijd militair gouverneur van Parijs. In die hoedanigheid droeg hij bij aan de geallieerde overwinning in de slag aan de Marne, door troepen vanuit Parijs in taxi's naar de Marne te sturen. Eind 1915, begin 1916 was hij enige tijd minister van Oorlog in het kabinet van Aristide Briand.
Aan Joseph Gallieni werd in 1905 het grootkruis in het Legioen van Eer verleend voor zijn verdiensten. In 1921 werd hij postuum tot maarschalk van Frankrijk benoemd.